# اشعاب سعد

تعديل مصدري - تعديل

اشعاب سعد هي إحدى قرى عزلة القارة بمديرية رصد التابعة لمحافظة أبين، بلغ تعداد سكانها 110 نسمة حسب تعداد اليمن لعام 2004.